# Adobe Creative Cloud
Adobe Creative Cloud是一套包含平面設計、影片编辑、網頁開發、摄影應用的雲端套裝軟體，由Adobe Systems發行，Microsoft Azure協助託管。这些軟體透過雲端提供服務，消費者並非完整擁有這些軟體，而是透過軟體即服務進行租用，租用停止時將無法繼續使用所有的應用程式。Creative Cloud支援多种语言。

## 發展年表
- 2011年10月，發表雲端平台[2]
- 2013年5月6日，Adobe宣布不會再發布新的Adobe Creative Suite版本
- 2013年6月17日，Creative Cloud版本問世[3]
- 2013年10月3日，Adobe宣布遭駭客攻擊外流290萬筆客戶資料，包括姓名、密碼及信用卡號；另外也有部分軟體的原始碼遭竊，可能產生另外的網路攻擊活動。

## 應用
Adobe CC为个人提供了四种服务方式（一些学校和公司也享有专属的服务方式）
- 摄影 包含了一些和摄影有关的功能以及提供Photoshop和Lightroom的授权
- 单一软件 包含了用户在套件中指定的程式的授权和Creative Cloud的全部套件功能
- 所有软件 包含了所有套件的程式授权和Creative Cloud的全部套件功能
- 所有软件+Adobe Stock 在所有软件的服务上增加Adobe Stock的服务